# Михо Попов
Вижте пояснителната страница за други личности с името Михаил Попов.
Михаил (Михо) Кочов Попов е български общественик, политик, революционер, деец на Вътрешната македонска революционна организация и първи кмет на Петрич след освобождението му през 1912 година.

## Биография
Роден е през 1882 година в град Петрич в родолюбивото семейството на обущаря Кочо Попов (Попмихов). Майка му Ката е дъщеря на Хаджи Златин – изявен местен възрожденец. Учи в родния си град и в Солунската българска мъжка гимназия. След смъртта на баща му през 1904 година, оставя обучението и поема издръжката на семейството. Включва се активно в обществено-политическия живот в Петрич. През 1909 година участва в дейността на местния клуб на Съюза на българските конституционни клубове. През учебната 1909 – 1910 подпомага главния учител Иван Липошлиев в създадената от него читателска група за ограмотяване на населението. Участва като оркестрант в българския оркестър „Струна“.
След освобождението на Петрич на 28 октомври 1912 година от четата на Никола Парапанов Михо Попов е определен за кмет на града, а негови помощници са Януш Стойчев и Зия бей. Като кмет се заема с изграждането на водопровод за питейна вода. По време на Междусъюзническата война, като общински съветник, заедно с кмета Анастас Антикаджиев и още двама съветници, отпускат на общинския съвет заем от 60 наполеона (1200 златни лева) лични средства. Сумата е разпределена между най-бедните от бежанците, намерили убежище в града. През 1914 година участва в основаването на читалище „Братя Миладинови“ в Петрич. С одобрението на ВМРО през април 1923 година е издигнат за кандидат-депутат от Мелнишко от Демократическатата партия. През 1924 година участва на Струмишкия конгрес на ВМРО, като делегат от Петричка околия.
Михо Попов е първият председател на управителния съвет на Петричката популярна банка. Тази длъжност той заема от 1924 до 1944 година. Член е и на Съюза на търговците. Той е сред инициаторите за създаването през 1925 година на воден синдикат „Струмешница“ в Петрич. В 1930 година прави първата копка на напоителния канал, завършен през 1934 година. Михо Попов е член на Демократическата партия и поддържа лични контакти с Андрей Ляпчев.
След 1944 година Михо Попов става неудобен за новата комунистическа власт. Обявява се срещу политиката по македонизация в Пиринска Македония. През 1950 година той и цялото му семейството са интернирни в град Твърдица. Завръща се в Петрич през 1954 година. Умира в родния си град през 1965 година.
Името „Михо Попов“ носи улица в Петрич.